# (12187) Lenagoryunova
(12187) Lenagoryunova (1977 RL7) – planetoida z pasa głównego asteroid okrążająca Słońce w ciągu 4,36 lat w średniej odległości 2,67 j.a. Odkryta 11 września 1977 roku.